# Olango
Olango es un grupo de islas que se encuentran en la región de Bisayas Centrales en las Filipinas. Se compone de la isla de Olango y 6 islotes satélites a saber: sulpa, Gilutongan, Nalusuan, Caohagan, Pangan-an, y Camungi. Olango  y sus islotes vecinos tienen una superficie total de aproximadamente 10,3 kilómetros cuadrados (4,0 millas cuadradas). El grupo de islas está bajo la jurisdicción de la ciudad de Lapu-Lapu y de la Municipalidad de Córdova. El grupo de islas es parte de la provincia de Cebú. Se encuentra a 5 km al este de la isla de Mactan y es un importante destino turístico de Cebú. Es conocida por su santuario de vida silvestre.